# Käringryggen
Käringryggen är ett berg och en gruva i Gladhammars socken i Västerviks kommun.
Gruvorna omtalas första gången på 1500-talet då järnbrytning förekom. Under 1600-talet var gruvverksamheten här utarrenderad till Abraham och Hubert de Besche jämte Henrik De Try. Under 1700-talet utökades verksamheten av Peter Christoffer Cederbaum som bröt både koppar, järn och kobolt. På 1800-talet minskade lönsamheten och brytningen och 1891 lades gruvan ned. Provbrytningar förekom dock 1953.